# Distrito de Leżajsk
El distrito de Leżajsk (polaco: powiat leżajski) es un distrito de Polonia perteneciente al voivodato de Subcarpacia. Su capital es la ciudad de Leżajsk. En 2006 tenía una población de 69 235 habitantes. Está subdividido en 5 municipios, de los cuales uno es urbano, otro es rural-urbano y los otros 3 completamente rurales. Se ubica en el norte del voivodato.

## Subdivisiones
Comprende los siguientes cinco municipios:
| Municipio                                   | Tipo         | Área (km²) | Población (2006) | Capital         |
| Municipio de Nowa Sarzyna                   | urbano-rural | 144.6      | 21 296           | Nowa Sarzyna    |
| Municipio de Leżajsk                        | rural        | 198.5      | 19 832           | Leżajsk *       |
| Leżajsk                                     | urbano       | 20.3       | 14 275           |                 |
| Municipio de Grodzisko Dolne                | rural        | 78.4       | 8169             | Grodzisko Dolne |
| Municipio de Kuryłówka                      | rural        | 141.3      | 5663             | Kuryłówka       |
| * sede administrativa exterior al municipio |              |            |                  |                 |